# Falémé
Falémé è un comune rurale del Mali facente parte del circondario di Kayes, nella regione omonima.
Il comune è composto da 8 nuclei abitati:
- Dakassénou
- Fouroukarané
- Diabougou
- Dialambi
- Diboli (centro principale)
- Digui
- Nayé Peulh
- Samba Dramané